# Шамшин, Василий Александрович
Васи́лий Алекса́ндрович Шамши́н (12 сентября 1926, Ессентуки — 4 февраля 2009, Москва) — советский государственный деятель, министр связи СССР (1980—1989). Лауреат Ленинской премии.

## Биография
В 1949 году окончил Московский электротехнический институт связи.
Член КПСС с 1962 года.
С 1965 года — заместитель начальника по научной части Государственного НИИ радио.
С 1968 года — заместитель, а с 1975 первый заместитель министра связи СССР.
В октябре 1980 — июне 1989 — министр связи СССР.
- 1980—1989 — депутат Верховного Совета СССР.
- 1981—1986 — кандидат в члены ЦК КПСС.
- 1986—1990 — член ЦК КПСС.

С июля 1989 года — персональный пенсионер союзного значения.
В 1969—1980 и с 1990 года был главным редактором журнала «Электросвязь».
Похоронен на Ваганьковском кладбище.

## Почётные звания и награды
- Два ордена Ленина (4 марта 1976; 11 сентября 1986).
- Орден «Знак Почёта» (24 июля 1968).
- Орден Сухэ-Батора (Монголия).
- Орден «Хосе Марти» (Куба).
- Ленинская премия (1981).